# Диазинон
Диазино́н (O,O-диэтил-O-(2-изопропил-6-метил-пиримидин-4-ил)тиофосфат) (МНН - Димпилат) — инсектицид контактного и кишечного действия. Представляет собой бесцветную жидкость со слабым запахом. Практически нерастворим в воде.

## История
Разработан в 1952 году швейцарской химической компанией Ciba-Geigy. Долгое время использовался в жилых помещениях против тараканов, муравьёв, моли и блох. Однако с 2004 года находит применение только в сельском хозяйстве. Тем не менее до сих пор является третьим по используемости органическим фосфорсодержащим инсектицидом.

## Механизм действия
Механизм действия диазинона основан на ингибировании ацетилхолинэстеразы — фермента, необходимого для функционирования нервной системы насекомых. Период полураспада инсектицида составляет от 2 до 6 недель.